# Maytenus apurimacensis
Maytenus apurimacensis är en benvedsväxtart som beskrevs av Ludwig Eduard Theodor Loesener. Maytenus apurimacensis ingår i släktet Maytenus och familjen Celastraceae. Inga underarter finns listade.